# Badminton 1922
Höhepunkte des Badmintonjahres 1922 waren die All England, die Irish Open und die Scottish Open.
==Internationale Veranstaltungen ==
| Veranstaltung | Herreneinzel       | Dameneinzel       | Herrendoppel                     | Damendoppel                           | Mixed                                     |
| ------------- | ------------------ | ----------------- | -------------------------------- | ------------------------------------- | ----------------------------------------- |
| All England   | George Alan Thomas | Kitty McKane      | Guy Sautter Frank Devlin         | Margaret Rivers Tragett Hazel Hogarth | George Alan Thomas Hazel Hogarth          |
| Irish Open    | Guy Sautter        | -                 | G. S. B. Mack George Alan Thomas | Marjorie Barrett Kitty McKane         | Guy Sautter Eveline Peterson              |
| Scottish Open | George Alan Thomas | nicht ausgetragen | R. A. J. Goff Frank Devlin       | Eveline Peterson D. M. Aitken         | George Alan Thomas Lavinia Clara Radeglia |